# Neognophomyia setilobata
Neognophomyia setilobata är en tvåvingeart som beskrevs av Alexander 1949. Neognophomyia setilobata ingår i släktet Neognophomyia och familjen småharkrankar.
Artens utbredningsområde är Peru. Inga underarter finns listade i Catalogue of Life.